# Dryopteris celsa
Dryopteris celsa är en träjonväxtart som först beskrevs av William Palmer, och fick sitt nu gällande namn av Frank Hall Knowlton. Dryopteris celsa ingår i släktet Dryopteris och familjen Dryopteridaceae. Inga underarter finns listade.

## Bildgalleri

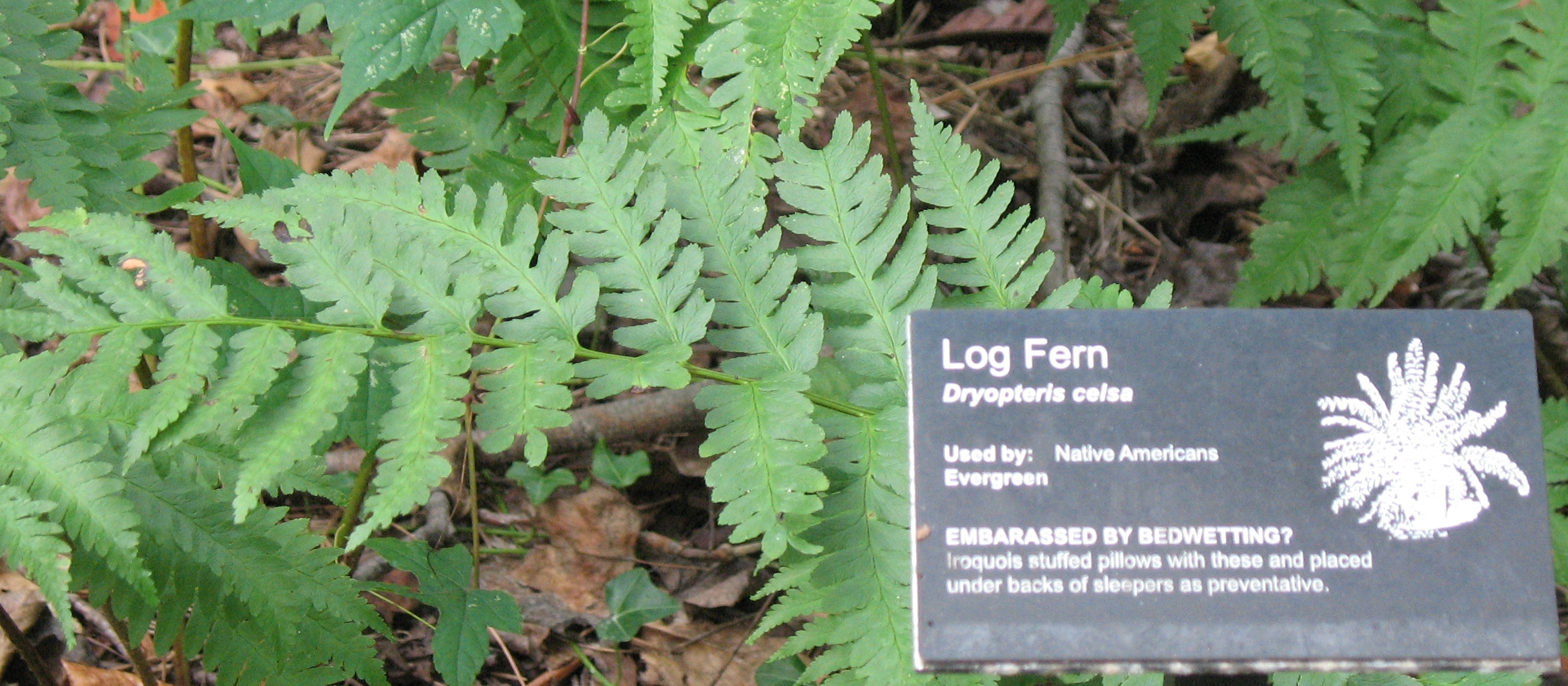
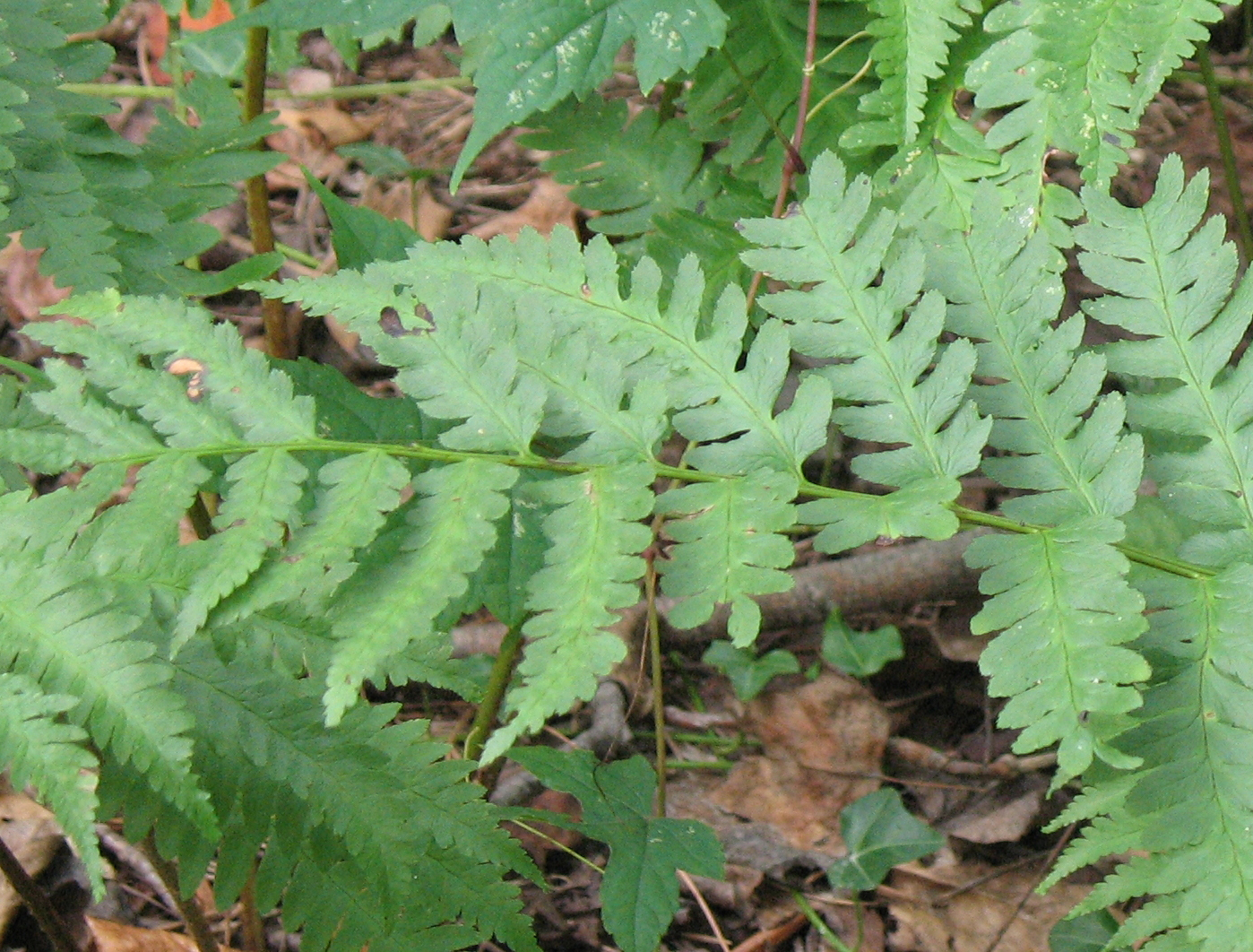